# Discografia formației Jackson 5
Aceasta este o listă care arată discografia pentru Jackson 5, cu single-uri și albume făcute de Michael Jackson și frații lui. Genul lor cel mai cântat a fost R&B.

## Albume

### Albume de studio

#### Motown releases (The Jackson 5)
| An                                      | Titlu                                                                                  | Poziția de top | Poziția de top | Poziția de top | Poziția de top | Poziția de top | Vânzări                          |
| An                                      | Titlu                                                                                  | US             | US R&B         | UK             | CAN            | AUS            | Vânzări                          |
| --------------------------------------- | -------------------------------------------------------------------------------------- | -------------- | -------------- | -------------- | -------------- | -------------- | -------------------------------- |
| 1969                                    | Diana Ross Presents The Jackson 5 - Lansare: 18 decembrie 1969 - Label: Motown Records | 5              | 1              | 16             | 10             | 17             | - US: 4.0 mil. - World: 5.0 mil. |
| 1970                                    | ABC - Lansare: 8 mai 1970 - Label: Motown Records                                      | 4              | 1              | 22             | 25             | 14             | - US: 4.1 mil. - World: 5.7 mil. |
| 1970                                    | Third Album - Lansare: 8 septembrie 1970 - Label: Motown Records                       | 4              | 1              | —              | 9              | —              | - US: 4.7 mil. - World: 6.0 mil. |
| 1970                                    | Jackson 5 Christmas Album - Lansare: 15 octombrie 1970 - Label: Motown Records         | —              | —              | —              | 45             | —              | - US: - World: 3.5 mil.          |
| 1971                                    | Maybe Tomorrow - Lansare: 12 aprilie 1971 - Label: Motown Records                      | 11             | 1              | —              | 16             | —              | - US: 3.2 mil. - World: 3.9 mil. |
| 1972                                    | Lookin' Through the Windows - Lansare: 23 mai 1972 - Label: Motown Records             | 7              | 3              | 16             | 16             | —              | - US: 2.9 mil. - World: 3.5 mil. |
| 1973                                    | Skywriter - Lansare: 29 martie 1973 - Label: Motown Records                            | 44             | 15             | —              | 60             | 41             | - US: 1.8 mil. - World: 2.8 mil. |
| 1973                                    | G.I.T.: Get It Together - Lansare: 12 septembrie 1973 - Label: Motown Records          | 100            | 4              | —              | —              | —              | - US: 1.4 mil. - World: 2.0 mil. |
| 1974                                    | Dancing Machine - Lansare: 5 septembrie 1974 - Label: Motown Records                   | 16             | —              | —              | 12             | —              | - US: 2.0 mil. - World: 2.6 mil. |
| 1975                                    | Moving Violation - Lansare: 15 mai 1975 - Label: Motown Records                        | 36             | 6              | —              | —              | —              | - US: 1.3 mil. - World: 1.6 mil. |
| "—" denotes releases that did not chart |                                                                                        |                |                |                |                |                |                                  |

#### Epic/CBS releases (The Jacksons)
| Year | Title                                                            | Peak positions | Peak positions | Peak positions | Peak positions | Peak positions | Certifications (sales thresholds) | Sales                      |
| Year | Title                                                            | US             | US R&B         | UK             | CAN            | AUS            | Certifications (sales thresholds) | Sales                      |
| ---- | ---------------------------------------------------------------- | -------------- | -------------- | -------------- | -------------- | -------------- | --------------------------------- | -------------------------- |
| 1976 | The Jacksons - Lansare: 27 noiembrie 1976 - Label: Epic Records  | 36             | 6              | 54             | 42             | —              | - US: Gold                        | - US: 539,000 - World: TBC |
| 1977 | Goin' Places - Lansare: 18 octombrie 1977 - Label: Epic Records  | 63             | 11             | 45             | —              | —              |                                   | - World: TBC               |
| 1978 | Destiny - Lansare: 17 decembrie 1978 - Label: Epic Records       | 11             | 3              | 33             | 30             | 5              | - US: Platinum                    | - World: 1.8 mil.          |
| 1980 | Triumph - Lansare: 18 octombrie 1980 - Label: Epic Records       | 10             | 1              | 13             | 37             | 13             | - US: Platinum                    | - World: 1.9 mil.          |
| 1984 | Victory - Lansare: 2 iulie 1984 - Label: Epic Records            | 4              | 3              | 3              | 10             | 9              | - US: 2× Platinum                 | - World: 7.0 mil.          |
| 1989 | 2300 Jackson Street - Lansare: 28 mai 1989 - Label: Epic Records | 59             | 14             | 39             | 78             | 81             |                                   | - World: 0.5 mil.          |

### Live albums

#### Motown releases (The Jackson 5)
| Year | Title                                                            | Peak positions | Peak positions | Sales |
| Year | Title                                                            | US             | US R&B         | Sales |
| ---- | ---------------------------------------------------------------- | -------------- | -------------- | ----- |
| 1973 | The Jackson 5 in Japan (Japan only; US-issued by Motown in 2004) | —              | —              |       |
| 2010 | Live at the Forum                                                | —              | —              |       |

#### Epic/CBS releases (The Jacksons)
| Year | Title                                                                 | Peak positions | Peak positions | Certifications | Sales        |
| Year | Title                                                                 | UK             | AUS            | Certifications | Sales        |
| ---- | --------------------------------------------------------------------- | -------------- | -------------- | -------------- | ------------ |
| 1981 | The Jacksons Live! - Lansare: November, 11 1981 - Label: Epic Records | 53             | 2              | - US: Gold     | - World: TBC |

### Compilation albums

#### Motown releases (The Jackson 5)
| Year                                    | Title | Peak positions | Peak positions | Peak positions | Peak positions | Sales                            |
| Year                                    | Title | US             | US R&B         | UK             | CAN            | Sales                            |
| --------------------------------------- | --- | -------------- | -------------- | -------------- | -------------- | -------------------------------- |
| 1971                                    | Greatest Hits - Lansare: December 27, 1971 - Label: Motown Records                                                  | 12             | 1              | 26             | 40             | - US: 4.0 mil. - World: 5.2 mil. |
| 1976                                    | Anthology - Lansare: July 1976 - Label: Motown Records                                                              | —              | —              | —              | —              | - US: 876,000 - World: 1.8 mil.  |
| 1976                                    | Joyful Jukebox Music - Lansare: 26 octombrie 1976 - Label: Motown Records                                           | —              | —              | —              | —              | - US: 123,000 - World: 202,000   |
| 1979                                    | Boogie - Lansare: 16 ianuarie 1979 - Label: Motown Records                                                          | —              | —              | —              | —              | - US: 38,000 - World: 39,000     |
| 1995                                    | Soulsation! - Lansare: 15 august 1995 - Label: Motown Records                                                       | —              | —              | —              | —              |                                  |
| 1995                                    | Jackson 5: The Ultimate Collection - Lansare: 15 august 1995 - Label: Motown Records                                | —              | —              | —              | —              |                                  |
| 1997                                    | The Best of Michael Jackson and The Jackson 5ive – The Motown Years - Lansare: 1997 - Label: Motown Records         | —              | —              | 5              | —              |                                  |
| 1999                                    | 20th Century Masters – The Millennium Collection: The Best of The Jackson 5 - Lansare: 1999 - Label: Motown Records | 114            | —              | —              | —              | - US:1,063,000                   |
| 2005                                    | Gold - Lansare: 2005 - Label: Motown Records                                                                        | —              | —              | —              | —              |                                  |
| 2008                                    | Classic Jackson 5 - Lansare: 2008 - Label: Motown Records                                                           | —              | —              | —              | —              |                                  |
| 2009                                    | I Want You Back! Unreleased Masters - Lansare: 10 noiembrie 2009 - Label: Motown Records                            | —              | 50             | —              | —              |                                  |
| 2009                                    | Ultimate Christmas Collection - Lansare: 2009 - Label: Motown Records                                               | —              | —              | —              | —              |                                  |
| 2010                                    | J Is for Jackson 5 - Lansare: 30 martie 2010 - Label: Motown Records                                                | —              | —              | —              | —              |                                  |
| 2012                                    | Come and Get It: The Rare Pearls - Lansare: 18 septembrie 2012 - Label: Motown Records                              | —              | —              | —              | —              |                                  |
| "—" denotes releases that did not chart | |                |                |                |                |                                  |

#### Epic/CBS releases (The Jacksons)
| Year                                    | Title                                                                          | Peak positions |
| Year                                    | Title                                                                          | UK             |
| --------------------------------------- | ------------------------------------------------------------------------------ | -------------- |
| 2004                                    | The Essential Jacksons - Lansare: 9 martie 2004 - Label: Epic Records          | —              |
| 2004                                    | The Very Best of The Jacksons - Lansare: July, 2004 - Label: Epic Records      | 7              |
| 2009                                    | Can You Feel It! The Jacksons Collection - Lansare: 2009 - Label: Epic Records | —              |
| "—" denotes releases that did not chart |                                                                                |                |

### Soundtracks
| Year | Title                                                                       | Peak positions | Peak positions | Peak positions | Sales                            |
| Year | Title                                                                       | US             | US R&B         | CAN            | Sales                            |
| ---- | --------------------------------------------------------------------------- | -------------- | -------------- | -------------- | -------------------------------- |
| 1971 | Goin' Back to Indiana - Lansare: 29 septembrie 1971 - Label: Motown Records | 16             | 5              | 24             | - US: 2.1 mil. - World: 2.6 mil. |
| 1992 | The Jacksons: An American Dream - Lansare: 1992 - Label: Motown Records     |                |                |                | - US: 288,000 - World: 1.1 mil.  |

### Alte lansări
| An                                      | Titlu                              | Poziții de top |
| An                                      | Titlu                              | UK             |
| --------------------------------------- | ---------------------------------- | -------------- |
| 1983                                    | 18 Greatest Hits                   | 1              |
| 1993                                    | Children of the Light              | —              |
| 1999                                    | The Steeltown Sessions             | —              |
| 2004                                    | The Jacksons Story                 | —              |
| 2009                                    | 1967 - featuring : lost recordings |                |
| "—" denotes releases that did not chart |                                    |                |

## Singles

### Steeltown Records releases (The Jackson 5)
- "Big Boy"/"You've Changed" (1968; 10,000+ copies sold)[8]
- "We Don't Have to Be Over 21 (To Fall in Love)"/"Jam Session" (1970)

Note: The Jackson 5 are often cited as releasing a Steeltown single ("Let Me Carry Your School Books") under the moniker 'The Ripples and Waves plus Michael'. This is NOT the Jackson 5, but rather, a young artist named Michael Rodgers.

### Dynamo releases (The Jackson 5)
- "We Don't Have to Be Over 21 (To Fall in Love)"/"Some Girls Want Me for Their Lover" (1971)[9]

### Motown releases (The Jackson 5)
| Year | Single                            | Peak chart positions | Peak chart positions | Peak chart positions | Peak chart positions | Peak chart positions | Album                             |
| Year | Single                            | US                   | US R&B               | UK                   | IRE                  | AUS                  | Album                             |
| ---- | --------------------------------- | -------------------- | -------------------- | -------------------- | -------------------- | -------------------- | --------------------------------- |
| 1969 | "I Want You Back"                 | 1                    | 1                    | 2                    | 6                    | 77                   | Diana Ross Presents The Jackson 5 |
| 1970 | "ABC"                             | 1                    | 1                    | 8                    | —                    | 14                   | ABC                               |
| 1970 | "The Love You Save"               | 1                    | 1                    | 7                    | —                    | 59                   | ABC                               |
| 1970 | "I Found That Girl" (B-side)      | —                    | —                    | —                    | —                    | —                    | ABC                               |
| 1970 | "I'll Be There"                   | 1                    | 1                    | 4                    | 14                   | 31                   | Third Album                       |
| 1970 | "Santa Claus Is Coming to Town"   | —                    | —                    | 43                   | —                    | —                    | Jackson 5 Christmas Album         |
| 1970 | "I Saw Mommy Kissing Santa Claus" | —                    | —                    | —                    | —                    | —                    | Jackson 5 Christmas Album         |
| 1970 | "Give Love on Christmas Day"      | —                    | —                    | —                    | —                    | —                    | Jackson 5 Christmas Album         |
| 1971 | "Mama's Pearl"                    | 2                    | 2                    | 25                   | —                    | —                    | Third Album                       |
| 1971 | "Never Can Say Goodbye"           | 2                    | 1                    | 33                   | —                    | 77                   | Maybe Tomorrow                    |
| 1971 | "Maybe Tomorrow"                  | 20                   | 3                    | —                    | —                    | —                    | Maybe Tomorrow                    |
| 1971 | "Sugar Daddy"                     | 10                   | 3                    | —                    | —                    | —                    | Greatest Hits                     |
| 1972 | "Little Bitty Pretty One"         | 13                   | 8                    | —                    | —                    | 47                   | Lookin' Through the Windows       |
| 1972 | "Lookin' Through the Windows"     | 16                   | 5                    | 9                    | —                    | —                    | Lookin' Through the Windows       |
| 1972 | "Doctor My Eyes"                  | —                    | —                    | 9                    | —                    | —                    | Lookin' Through the Windows       |
| 1972 | "Corner of the Sky"               | 18                   | 9                    | —                    | —                    | —                    | Skywriter                         |
| 1973 | "Hallelujah Day"                  | 28                   | 10                   | 20                   | —                    | 31                   | Skywriter                         |
| 1973 | "Skywriter"                       | —                    | —                    | 25                   | —                    | 87                   | Skywriter                         |
| 1973 | "Get It Together"                 | 28                   | 2                    | —                    | —                    | —                    | G.I.T.: Get It Together           |
| 1974 | "Dancing Machine"                 | 2                    | 1                    | 53                   | —                    | —                    | Dancing Machine                   |
| 1974 | "The Boogie Man"                  | —                    | —                    | 58                   | —                    | —                    | Skywriter                         |
| 1974 | "Whatever You Got I Want"         | 38                   | 3                    | —                    | —                    | —                    | Dancing Machine                   |
| 1974 | "Life of the Party"               | —                    | —                    | —                    | —                    | —                    | Dancing Machine                   |
| 1974 | "I Am Love"                       | 15                   | 5                    | —                    | —                    | —                    | Dancing Machine                   |
| 1975 | "Forever Came Today"              | 60                   | 6                    | —                    | —                    | —                    | Moving Violation                  |
| 1975 | "All I Do Is Think of You"        | —                    | 50                   | —                    | —                    | —                    | Moving Violation                  |

"—" denotes releases that did not chart

### Epic/CBS releases (The Jacksons)
| 1976                                    | "Enjoy Yourself"                                                                                                 | 6  | 2  | 42 | —  | —  | The Jacksons        |
| 1977                                    | "Show You the Way to Go"                                                                                         | 28 | 6  | 1  | 5  | —  | The Jacksons        |
| 1977                                    | "Dreamer" | —  | —  | 22 | —  | —  | The Jacksons        |
| 1977                                    | "Goin' Places"                                                                                                   | 52 | 8  | 26 | 13 | —  | Goin' Places        |
| 1977                                    | "Even Though You're Gone"                                                                                        | —  | —  | 31 | —  | —  | Goin' Places        |
| 1978                                    | "Different Kind of Lady"                                                                                         | —  | —  | —  | —  | —  | Goin' Places        |
| 1978                                    | "Music's Taking Over"                                                                                            | —  | —  | —  | —  | —  | Goin' Places        |
| 1978                                    | "Find Me a Girl"                                                                                                 | —  | 38 | —  | —  | —  | Goin' Places        |
| 1978                                    | "Blame It on the Boogie"                                                                                         | 54 | 3  | 8  | 15 | 4  | Destiny             |
| 1979                                    | "Shake Your Body (Down to the Ground)"                                                                           | 7  | 3  | 4  | 9  | 59 | Destiny             |
| 1979                                    | "Destiny" | —  | —  | 39 | —  | —  | Destiny             |
| 1980                                    | "Lovely One" | 12 | 2  | 29 | 17 | —  | Triumph             |
| 1980                                    | "This Place Hotel" (a.k.a. "Heartbreak Hotel")                                                                   | 22 | 2  | 44 | —  | —  | Triumph             |
| 1981                                    | "Can You Feel It"                                                                                                | 77 | 30 | 6  | 12 | 10 | Triumph             |
| 1981                                    | "Walk Right Now"                                                                                                 | 73 | 50 | 7  | 16 | —  | Triumph             |
| 1981                                    | "Time Waits for No One"                                                                                          | —  | —  | —  | —  | —  | Triumph             |
| 1981                                    | "Things I Do for You" (live)                                                                                     | —  | —  | —  | —  | —  | The Jacksons Live!  |
| 1984                                    | "State of Shock" (with Mick Jagger)                                                                              | 3  | 4  | 14 | 8  | 10 | Victory             |
| 1984                                    | "Torture" | 17 | 12 | 26 | 13 | 32 | Victory             |
| 1984                                    | "Body" | 47 | 39 | —  | —  | —  | Victory             |
| 1984                                    | "Wait" | —  | —  | —  | —  | —  | Victory             |
| 1987                                    | "Time Out for the Burglar"                                                                                       | —  | 88 | —  | —  | —  | non-album single    |
| 1989                                    | "Nothin' (That Compares 2 U)"                                                                                    | 77 | 4  | 33 | —  | 89 | 2300 Jackson Street |
| 1989                                    | "2300 Jackson Street" (The Jacksons featuring Michael Jackson, Janet Jackson, Rebbie Jackson and Marlon Jackson) | —  | 9  | —  | —  | —  | 2300 Jackson Street |
| 1989                                    | "Art of Madness"                                                                                                 | —  | —  | —  | —  | —  | 2300 Jackson Street |
| "—" denotes releases that did not chart | |    |    |    |    |    |                     |

## Clipuri videos
| An   | Titlu                                  |
| ---- | -------------------------------------- |
| 1976 | "Enjoy Yourself"                       |
| 1976 | "Dreamer"                              |
| 1977 | "Goin' Places"                         |
| 1977 | "Even Though You're Gone"              |
| 1978 | "Blame It on the Boogie"               |
| 1979 | "Shake Your Body (Down to the Ground)" |
| 1981 | "Can You Feel It"                      |
| 1984 | "Torture"                              |
| 1984 | "Body"                                 |
| 1988 | "I Want You Back"                      |
| 1989 | "2300 Jackson Street"                  |
| 1989 | "Nothin' (That Compares 2 U)"          |
| 1989 | "Art of Madness"                       |